# Włoszka w Algierze
Włoszka w Algierze (tytuł oryginalny L’Italiana in Algeri) – dwuaktowa opera buffa, do której muzykę skomponował Gioacchino Rossini, powstała w 1813 roku. Libretto tej opery napisał Angelo Anelli.

## Okoliczności powstania opery

### Geneza libretta
Autorem libretta jest Angelo Anelli. Biografowie Rossiniego (Radiciotti, F. Toye, K. Burian) doszukują się źródeł tekstu w legendzie o pięknej Roksolanie faworycie sułtana Sulejmana Wspaniałego. Roksolana, z pochodzenia Czerkieska albo Rusinka, była ukochaną i wierną towarzyszką sułtana, a dzięki swej indywidualności, zręczności i brakowi skrupułów wywarła duży wpływ na losy imperium osmańskiego. Wskazuje się ponadto na pewne związki fabuły utworu z Mozartowskim Uprowadzeniem z seraju. Jest wreszcie całkiem możliwe, że libretto zainspirowane zostało przez wydarzenia autorowi współczesne. W lecie 1805 roku głośnym stało się uprowadzenie przez korsarzy lewantyńskich włoskiego okrętu żeglującego po Morzu Tyrreńskim, pomiędzy Sycylią a Sardynią. W Algierze pasażerowie, wśród których znajdowała się piętnastoletnia hrabianka Antonietta Frapolli Suini z Mediolanu, zostali sprzedani. Obdarzona wyjątkową urodą Włoszka trafiła do haremu beja. Władze napoleońskie we Włoszech podjęły energiczną interwencję w tej sprawie i w trzy lata później wszyscy jeńcy włoscy, wraz z piękną Antoniettą wrócili do kraju. Główna bohaterka dożyła w Mediolanie sędziwego wieku.
Libretto Anellego powstało właśnie w 1808 roku. Muzykę dla mediolańskiej La Scali napisał wówczas kompozytor Luigi Mosca, odnosząc znaczny, choć krótkotrwały sukces. W 1813 roku o jego operze całkowicie już zapomniano.

### Muzyka

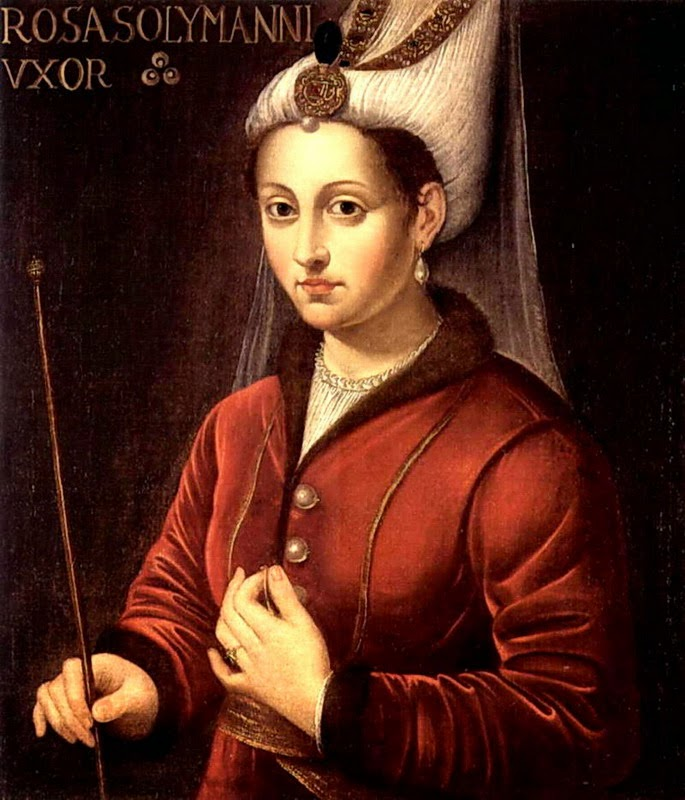
Roksolana, pierwowzór postaci zręcznej niewiasty na dworze muzułmańskiego władcy

Rok 1813, w dziejach Europy sławny bitwą narodów pod Lipskiem i klęską Napoleona, dla 21-letniego kompozytora z Pesaro stanowił moment przełomowy w jego karierze. Najpierw sukces odniósł, wystawiony po raz pierwszy 6 lutego w weneckim La Fenice, Tankred, a wkrótce potem Rossini otrzymał kolejne zlecenie, na operę do libretta Anellego. Libretto zostało poddane gruntownej rewizji, być może przez samego kompozytora. Opera powstała w ciągu zaledwie 4. tygodni. Pracy było tak dużo, że Rossini zlecił asystentowi opracowanie wszystkich recytatywów secco oraz dwóch arii (Alego w I akcie i cavatiny Lindora z II aktu). Premiera odbyła się 22 maja 1813 roku w weneckim Teatro San Benedetto. Wykonawcy to: Maria/Marietta Marcolini (Izabela); Filippo Galli (Mustafa); Luttgard Annibaldi (Elwira); Annunziata Berni Chelli (Zulma); Giuseppe Spirito (Haly); Serafino Gentili (Lindoro);  Paolo / Pablo Rosich (Taddeo).  Opera odniosła duży sukces, chociaż odtwórczyni głównej roli Marietta Marcolini nie była tego wieczoru szczególnie dysponowana wokalnie i kolejne spektakle trzeba było odwołać. Kolejne przedstawienie 29 maja zakończyło się całkowitym sukcesem. Zachwyt wzbudziło szczególnie brawurowe wykonanie arii Cruda sorte z I aktu. Ponieważ wystawieniu opery towarzyszyły pomówienia o plagiat, wieczorem 19 czerwca Marcolini nieoczekiwanie dla wszystkich wykonała Pensa all’patria z wcześniejszej opery Mosca. Utwór okazał się być tak dalece pozbawiony blasku i dramatycznego wyrazu, że całkowicie przekonał publiczność o bezpodstawności zarzutów.
Zaledwie kilka tygodni później w Vicenzy wystawiono przedstawienie, w którym występowali głównie ci sami aktorzy. W Vicenzy Rossini zastąpił kawatyną Cruda sorte Izabeli  arią Cimentando i venti e l’onde, ponieważ dano mu do zrozumienia, że oryginalna wersja śpiewana przez Marcolini nie była dobra. Jednak ta zmiana nie przyjęła się. W 1814 r. dokonał dalszych zmian do spektakli w Mediolanie. Przearanżował Cruda sorte i zastąpił solo wiolonczeli fletem w Per lui che adoro. Zamienił także kawatynę Lindoro ..Oh come il cor di giubilo.. na bardziej wymagające Concedi, amor pietoso. W 1815 r. ze względu na cenzurę, w Neapolu rondo Pensa alla patria zastąpiono Sullo stil de’viaggiatori.
Opera rozpoczęła swój triumfalny marsz po włoskich teatrach. Na specjalną wzmiankę zasługuje produkcja turyńska z roku 1813, w której wystąpiła Rosa Morandi jako Isabella. Włoszka w Algierze to pierwsza opera Rossiniego wystawiona we Francji (1 lutego 1817 w Paris Théâtre-Italy) i w Niemczech (18 czerwca 1816 w Monachium). W Wiedniu grał ją po włosku w Theater am Kärntnertor w 1817 r. 26 stycznia 1819 r. w Londynie, odbyła się angielska premiera z Teresą Giorgi-Belloc i Manuelem Garcíą.  5 listopada 1832 r. pokazano ją w Nowym Jorku.
W Warszawie premiera opery pod tytułem ‘’Sycylianka w Algierze’’ miała miejsce 23 kwietnia 1819 r. w Teatrze Narodowym, w tym samym miejscu, już jako ‘’Włoszkę w Algierze’’ pokazano 8 grudnia 1826 r. i 15 grudnia 1864 r. Na ziemiach polskich operę wystawiono w Krakowie w 1824 i w 1827 we Lwowie.  Wędrowny Zespół Kazimierza Skibińskiego przedstawił operę w wielu polskich miastach: w Krakowie (1826); Poznaniu (1826); Lublinie (1827); Płocku (1827); Kielcach (1828); Kaliszu (1829); Łowiczu (1829).
Opera zniknęła z repertuaru dopiero na krótko na początku XX wieku, ale i wtedy w salach koncertowych była grana uwertura. 26 listopada 1925 r. w Turynie odbyła się premiera pod dyrekcją Vittorio Gui z Conchitą Supervíą w roli Isabelli. Cztery spektakle, które miały miejsce w 1929 roku w paryskim Théâtre des Champs-Élysées, są uważane za mające znaczenie historyczne. Po drugiej wojnie światowej znanymi wykonawczyniami roli Izabeli były Giulietta Simionato, a później Marilyn Horne i Lucia Valentini Terrani.  Należy wspomnieć też takie śpiewaczki jak Jennifer Larmore, Cecilia Bartoli i Weselina Kacarowa. Krytyczne wydanie opery przez Azia Corghiego zostało opublikowane w 1981 roku.  Na podstawie wstępnego opracowania krytycznego wystawiano Włoszkę w La Scali w Mediolanie w latach 1973/74. Przedstawienie to ogólnie uważane za wzorowe stworzył Jean-Pierre Ponnelle. Od 28 września 1987 r. opera pokazywana była w zmienionej formie pod dyrekcją muzyczną Claudia Abbada z Agnes Baltsa i Ruggerem Raimondim w głównych rolach w Wiedeńskiej Operze Państwowej.
W Polsce, w XX wieku pokazano operę w Teatrze Wielkim w Łodzi (18 października 1980 r.), w Operze Wrocławskiej (25. Stycznia 1986 r.) i w Teatrze Wielkim w Warszawie (5 marca 1986 r.).

## Osoby
- Mustafa, bej Algieru – bas
- Elwira, żona Mustafy – sopran
- Lindoro, jeniec włoski – tenor
- Izabela, włoska dama – kontralt
- Zulma, niewolnica, zaufana Elwiry – mezzosopran
- Haly, kapitan korsarzy algierskich – bas
- Taddeo, towarzysz podróży Izabeli – bas

## Treść

### Akt I

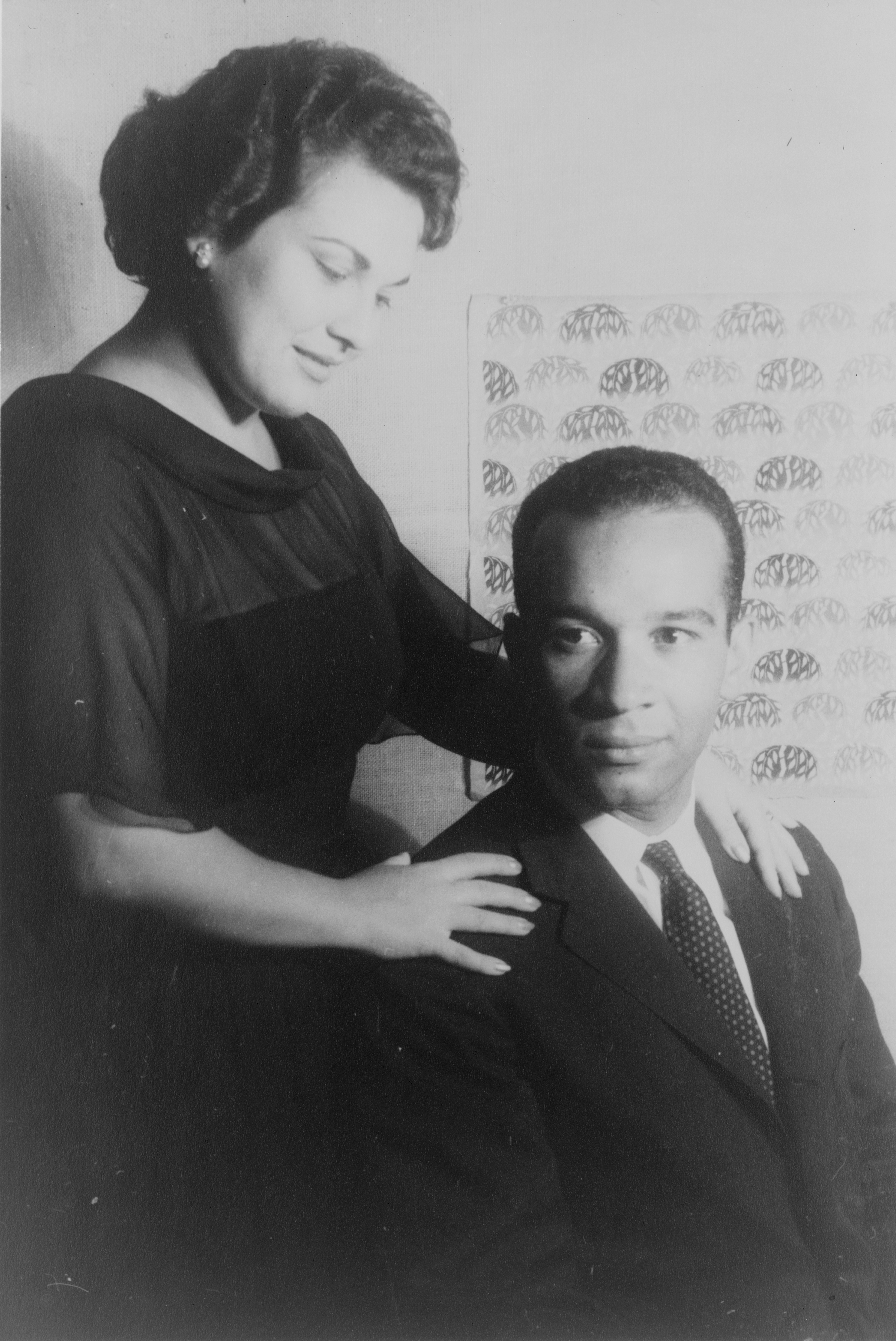
Marylin Horne, amerykańska śpiewaczka odnosząca największe sukcesy w roli Izabeli

Odsłona I. Bej Mustafa pragnie się pozbyć żony Elwiry, którą się znudził. Zleca więc wodzowi korsarzy Alemu, by sprowadził do haremu nową kobietę – najlepiej Włoszkę. W pałacu beja znajduje się jako jeniec młody Włoch Lindoro, który tęskni do swej ukochanej Izabeli (aria: Languir per una bella). Bej ofiarowuje Lindorowi możliwość powrotu do ojczyzny, o ile zabierze tam jako swą małżonkę Elwirę. Lindoro stara się wymówić od tej niezręcznej dla niego propozycji.
Odsłona II. Izabela w poszukiwaniu ukochanego wyruszyła w podróż na wschód (aria: Cruda sorte !). Niestety okręt, na którym płynęła rozbił się u brzegów Algieru. Izabela i towarzyszący jej przygodny adorator Taddeo dostali się w ręce Halego. Ten nie posiada się z radości, może szybko wypełnić polecenie beja. Aby ocalić Taddea przed bejem schwytani postanawiają odgrywać wuja i siostrzenicę (duet: Ai capricci della sorte).
Odsłona III. W pałacu beja Elwira i jej powiernica Zulma oraz Lindoro debatują nad sytuacją, gdy zjawia się Haly i ogłasza schwytanie jednej z najpiękniejszych i najdowcipniejszych Włoszek. Mustafa jest zachwycony (Già d’insolto ardore). Elwira biada nad niewiernością męża. Chór eunuchów sławi podboje milosne beja przygotowując pojawienie się Izabeli. I Izabela pojawia się. Mustafa budzi w niej pusty śmiech, podczas gdy ona w nim żądzę (Oh! Che Muso). Ich miłosne tête-à-tête zakłócają kolejno zazdrosny o „siostrzenicę” Taddeo, Elwira i Lindoro. Izabela i Lindoro rozpoznają się, a odkrywszy zamiary beja względem Lindora Izabela sprzeciwia mu się – Elwira powinna pozostać na dworze, jej zaś potrzebny będzie niewolnik taki jak Lindoro. Bej zgłasza nieśmiałe obiekcje, które giną niezauważone (tutti: Va sossopra il mio cervello).

### Akt II
Odsłona I. Izabela owinąwszy sobie Mustafę wokół palca, przechodzi do ataku, wyznaczając Lindorowi schadzkę aby zaplanować wspólną ucieczkę. Zakochany bez pamięci w Izabeli bej, chcąc sprawić jej przyjemność nadaje jej „wujowi” godność kajmakana (porucznika, chór: viva il grande Kaimakan). Taddeo z dwojga złego woli zostać kajmakanem i wstawiać się za Mustafą u Izabeli, niż być wbitym na pal, co sugerował mu wcześniej bej (Ho un gran peso sulla testa).
Odsłona II. Izabela udzieliwszy Elwirze lekcji na temat pożycia małżeńskiego, przyjmuje w swych apartamentach Mustafę najczulszym z miłosnych treli (Per lui che adoro), czym budzi zazdrosną furię Taddea i Lindora. Izabela zbywa cienkie aluzje Mustafy, a jego miłosny zapał studzi zapraszając do stołu Elwirę i nakłaniając małżonków do pojednania. Mustafa sfrustrowany wpada w furię (kwintet: Ti presento di mia man), a wierny Ali niepokoi się o jego zdrowie (Le femmine d’Italia). Z kolei Izabela daje Mustafie nadzieję przekazując przez Lindora i Taddea, że może pozyskać jej względy jeśli zostanie przyjęty w poczet „pappatacich” – członków świetnego i starożytnego włoskiego zgromadzenia. Z nadaniem godności wiąże się jednak próba: trzeba jeść, pić, spać ile wola i być głuchym i ślepym na wszystko. Mustafa jest zachwycony wizją zdobycia zaszczytnego tytułu i serca Izabeli.
Odsłona III. Tymczasem rozdawszy straży pałacowej pełne beczułki trunku Izabela zbiera znajdujących się w niewoli u beja Włochów i w słowach pełnych patriotycznego uniesienia wzywa ich by zrzucili jarzmo niewoli (aria: Amici, In ogni evento – Pensa alla patria).
Odsłona IV. Ceremonię nadania Mustafie tytułu „Pappataci” rozpoczyna odczytanie długiej listy obowiązków. By wystawić beja na próbę Izabela zaczyna zalecać się do Lindora, Mustafa warczy, Taddeo przypomina mu jednak, że ma pozostać głuchy i ślepy na wszystko. Bej zaciska więc zęby również widząc statek w zatoce i wsiadających nań Włochów z Izabelą i Lindorem. Pojąwszy za późno, że Izabela kocha Lindora, Taddeo próbuje zdradziecko nakłonić Mustafę do działania, ten jednak ani drgnie uznając to za kolejną próbę. W ostatniej chwili Taddeo wskakuje na pokład. Ośmieszony bej pada w ramiona Elwiry, która skłonna jest wybaczyć mu niewierność. Chór wyzwolonych Włochów recytuje morał opery: nic się nie oprze dzielnej niewieście.

## Numery muzyczne
- Uwertura

Akt pierwszy
- Nr. 1. Wprowadzenie (Elwira, Zulma, Haly, Mustafa, Chór): Serenate il mesto ciglio (Scena 1)
  - Recytatyw (Elwira, Zulma, Haly, Mustafa): Ritiratevi tutti (Sceny 1–2)
- Nr. 2. Kawatyna (Lindoro): Languir per una bella (Scena 3)
  - Recytatyw (Lindoro, Mustafa): Ah, quando fia (Scena 3)
- Nr. 3. Duet (Lindoro, Mustafa): Se inclinassi a prender moglie (Scena 3)
- Nr. 4. Chór (Chór, Haly): Quanta roba!  (Scena 4)
  - Kawatyna (Izabela, Chór): Cruda sorte!  (Scena 4)
  - Recytatyw (Izabela, Haly, Taddeo): Già ci siam   (Sceny 4–5)
- Nr. 5. Duet (Izabela, Taddeo): Ai capricci della sorte   (Scena 5)
  - Recytatyw (Elwira, Zulma, Lindoro, Haly, Mustafa): E ricusar potresti  (Sceny 6–8)
- Nr. 6. Aria (Mustafa): „Già d’insolito ardore“ – Schon durchströmt meine Adern (Scena 8)
  - Recytatyw (Elwira, Zulma, Lindoro): Vi dico il ver   (Scena 9)
- Nr. 7. Finał I (Elwira, Zulma, Izabela, Lindoro, Haly, Taddeo, Mustafa, Chór): Viva, viva il flagel delle donne   (Sceny 10–13)

Akt drugi
- Nr. 8. Wprowadzenie (Elwira, Zulma, Haly, Chór): Uno stupido, uno stolto  (Scena 1)
  - Recytatyw (Elwira, Zulma, Izabela, Lindoro, Haly, Mustafa): Haly, che te ne par?   (Sceny 1–3)
- Nr. 9. Kawatyna (Lindoro): Oh come il cor di giubilo   (Scena 3)
  - Recytatyw (Taddeo, Mustafa): Ah! se da solo a sola   (Scena 4)
- Nr. 10. Chór: Viva il grande Kaimakan   (Scena 4)
  - Recytatyw (Mustafa, Chór): Kaimakan!   (Scena 4)
  - Aria (Taddeo): Ho un gran peso sulla testa   (Scena 4)
  - Recytatyw (Elwira, Zulma, Izabela, Lindoro): Buon segno pe’l Bey   (Scena 5)
- Nr. 11. Kawatyna Izabeli (Izabela, Lindoro, Taddeo, Mustafa): Per lui che adoro  (Scena 5)
  - Recytatyw (Lindoro, Taddeo, Mustafa): Io non resisto più   (Scena 6)
- Nr. 12. Kwintet (Elwira, Izabela, Lindoro, Taddeo, Mustafa): Ti presento di mia man  (Scena 6)
  - Recytatyw (Haly): Con tutta la sua boria   (Scena 7)
- Nr. 13. Aria (Haly): Le femmine d’Italia   (Scena 7)
  - Recytatyw (Lindoro, Taddeo, Mustafa): E tu speri   (Sceny 8–9)
- Nr. 14. Tercet (Lindoro, Taddeo, Mustafa): Pappataci! che mai sento!  (Scena 9)
  - Recytatyw (Zulma, Lindoro, Haly, Taddeo): E può la tua padrona   (Sceny 10–11)
- Nr. 15. Chór: Pronti abbiamo e ferri e mani   (Scena 11)
  - Recytatyw (Izabela): Amici, in ogni evento   (Scena 11)
  - Rondo (Izabela, Chór): Pensa alla patria   (Scena 11)
  - Recytatyw (Taddeo, Mustafa): Che bel core ha costei!  (Scena 12)
- Nr. 16. Finał II (Elwira, Zulma, Izabela, Lindoro, Haly, Taddeo, Mustafa, Chór): Dei Pappataci s’avanza il coro (Sceny 13–16)[8].

Dodatek I (Vicenza 1813)
- Nr. 4b. Recytatyw (Izabela): Cessò alfin la tempesta
  - Kawatyna (Izabela): Cimentando i venti e l’onde

Dodatek  II (Mediolan 1814)
- Nr. 9a. Recytatyw (Izabela, Lindoro): Miseral… che farò?…
  - Kawatyna (Lindoro): Concedi, amor pietoso

Dodatek III (Neapol 1815)
- Nr. 15a. Recytatyw (Izabela, Lindoro, Pompeo, Chór): Perché ridi Pompeo?
  - Aria (Izabela): Sullo stil de’ viaggiatori[9].

## Charakterystyka utworu

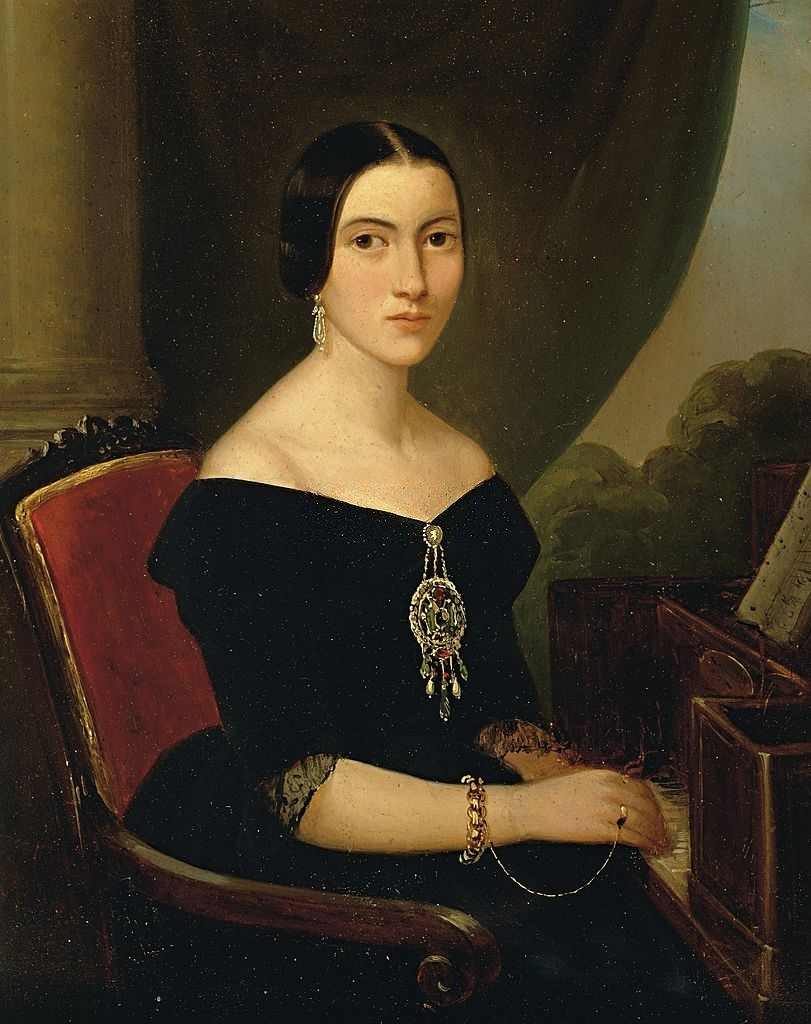
Giuseppina Strepponi, włoska sopranistka, żona G. Verdiego, pisała o psychopatologii Włoszki w Algierze.

Włoszka w Algierze została przez Rossiniego określona jako dramma giocosa. Niewiele ją jednak łączy z fascynującą psychologicznie głębią hybrydy dramatu i komedii jaką stworzył Mozart w Don Giovannim. Włoszka to znakomita opera buffa o rodzaju humoru rodem z burleski. Pojawiają się w niej elementy opera seria, ale raczej w warstwie rozwiązań formalnych niż w treści utworu. Tenorowy amant Lindoro został potraktowany jako postać semi-seria, a jego cavatina z I aktu stanowi modelowy przykład wprowadzenia elementu seria w przestrzeń komediową. Elementy „poważne” stanowią też ważny składnik konstrukcji i wydźwięku emocjonalnego arii Izabeli, znakomicie jednak wpisany w komiczny kontekst całości. Geniusz Rossiniego objawia się szczególnie silnie w scenie pojawienia się uwodzicielskiej heroiny. Kompozytor gruntownie zmienił tekst błyskotliwej cabaletty Gia so per pratica, aby umożliwić brawurowe wejście swej bohaterki. Izabela i Lindoro nie mają w tej operze wspólnego duetu, co skłoniło żonę Verdiego, Giuseppinę Strepponi do snucia dywagacji na temat rossiniowskiej psychopatologii.
Włoszka jest też popisem Rossiniego jako muzycznego karykaturzysty. Znakomite są zwłaszcza dwie postaci – podstarzały adorator Izabeli, Taddeo i szalejący z miłości do Włoszki zidiociały algierski bej Mustafa. Jego charakterystyka muzyczna wykorzystuje groteskowe skoki melodii i wyrafinowaną koloraturę. Pierwsze zetknięcie beja i Izabeli to słynne Oh! Che muso, poprzedzające duet będący jedną z pereł opery komicznej. Scena ta została poprzedzona inwokacją chóru męskiego, w której Rossini dwukrotnie bardzo dyskretnie cytuje fragment arii Figara Non piu andrai farfallone amoroso z I aktu Wesela Figara Mozarta.
Szczególny zachwyt widzów i krytyków wzbudza finał I aktu, gdzie akcja dramatyczna ulega całkowitemu zamrożeniu, a postaci sztuki szaleją w abstrakcyjnej i absurdalnej przestrzeni dźwiękonaśladowczej (efekt ten powtórzył potem Offenbach w II akcie Pięknej Heleny). Jakby na przekór logice akcji rozbrzmiewają fantastycznie parodiowane dźwięki armat, dzwonków, młotów i bębnów.
Drugi akt nie dorównuje mistrzostwem I choć i tu pojawiają się fragmenty godne najwyższej uwagi, Pierwszym jest scena uhonorowania Taddea godnością Wielkiego Kajmakana, ilustrowana muzyką wprost nawiązującą do Uprowadzenia z seraju. Znakomita jest także scena obdarowania Mustafy tytułem Wielkiego Pappataciego, stanowiąca z jednej strony parodię wolnomularskich obrządków masońskich (kolejna aluzja Mozartowska, tym razem do Czarodziejskiego fletu), z drugiej subtelne nawiązaniedo tradycji commedia dell’arte. Słowo „pappataci”, podobnie jak tytuł, który określa, nie oznaczają nic. Aby zdobyć tytuł należy dużo jeść, jeszcze więcej pić i nic nie robić. Burleska dobiega końca w oparach całkowitego nonsensu, co stanowi świetną puentę całości.